# Гранжан, Мишель
Мишель Гранжан (фр. Michel Grandjean; 12 апреля 1931 года, Невшатель,  Швейцария — 11 декабря 2010 года) — швейцарский фигурист, выступавший  в   парном разряде. В паре с сестрой Сильвией Гранжан он — серебряный призёр  чемпионата мира 1954 года,   чемпион Европы 1954 года и трёхкратный  чемпион Швейцарии 1952—1954 годов.

## Результаты
| Соревнования            | 1951 | 1952 | 1953 | 1954 |
| ----------------------- | ---- | ---- | ---- | ---- |
| Зимние Олимпийские игры |      | 7    |      |      |
| Чемпионаты мира         | 7    | 6    | 4    | 2    |
| Чемпионаты Европы       | 4    | 4    |      | 1    |
| Чемпионаты Швейцарии    |      | 1    | 1    | 1    |